# Brisingella verticillata
Brisingella verticillata är en sjöstjärneart som först beskrevs av Percy Sladen 1889.  Brisingella verticillata ingår i släktet Brisingella och familjen Brisingidae. Inga underarter finns listade i Catalogue of Life.